# Guillaume Bauduer
Pour les articles homonymes, voir Bauduer.
Guillaume Bauduer est un maître-maçon et architecte qui est connu pour avoir participé aux travaux de construction de la cathédrale Sainte-Marie d'Auch. Il est l'héritier d'une famille de "traçayres" auscitains.

## Biographie
Il est maître appareilleur pour la fabrique de la cathédrale d'Auch en 1597. Il est consul de la ville d'Auch en 1605. 
Il fait la visite de la cathédrale d'Auch en mai 1609 avec Jean Limousin, ingénieur de la ville de Fleurance, Ducros, architecte du roi et deux conseillers au parlement de Toulouse.
En 1610 est devenu l'architecte de la fabrique de la cathédrale d'Auch. Il achève la façade de l'hôtel de pierre, à Toulouse, en 1611, sous la direction de Pierre II Souffron.
Il est à Vic-Fezensac en 1615 où il intervient pour des réparations sur l'église Saint-Pierre.
Le 22 septembre 1617 un contrat est signé entre la fabrique et l'architecte orléanais Pierre Levesville pour entreprendre la construction de la voûte du chœur de la cathédrale d'Auch. Pierre Levesville s'associe avec Guillaume Bauduer le 29 septembre 1617.
Il construit en 1624 la chapelle du collège des Jésuites d'Auch (actuel collège Salinis). Elle est consacrée le 31 juillet 1628.

## Famille
Les Bauduer sont des "traçayres" de la ville d'Auch vivant dans le quartier de La Treille :
- Bernard Bauduer, dit "Magister", cité comme traçayre en 1559,
- Gillet Bauduer,
- Vido Bauduer, traçayre dont le nom est cité en 1568 et 1571.